# Schenkendorf (Mittenwalde)
Schenkendorf è una frazione della città tedesca di Mittenwalde, nel Brandeburgo.

## Storia
Schenkendorf è un piccolo centro rurale di antica origine.
Il 26 ottobre 2003 il comune di Schenkendorf fu aggregato alla città di Mittenwalde.